# Aam (metrologie)
Aam (ook ame, aime, aum) is een oude vloeistofmaat in België, Nederland en Zuid-Afrika die speciaal werd gebruikt voor het meten van wijn, bier en olie.
Een aam werd onderverdeeld in vier ankers en kwam overeen met ongeveer 135 tot 160 liter. Door de feodale indeling waren er regionale verschillen.
Later werd het vat zelf  ook aangeduid met de benaming aam.
Na de invoering van het metrisch stelsel is de aam in onbruik geraakt.

## Voorbeelden
- een aam Amsterdamse wijn = 155,22 liter
- Voor Rijnse wijn telt een aam = 143,9 liter[3]
- een aam olie = 145,52 liter
- De Belgische aime = 142,2 liter[3]
- In Brussel kende men een aime van 130 liter
- In Heers bedoelde men 155 liter, als men over een aam sprak.[4]
- In Antwerpen was een aam 137,4 liter[5]
- Eén ame in Kasselrij Oudburg en Land van Waas was 60 stopen of 240 pinten, wat overeen komt met 138,384 liter.

## Plaatsnamen
Halfaampieskraal bij Caledon in Zuid-Afrika is naar deze inhoudsmaat genoemd.